# D. J. Fontana
D. J. Fontana, rodným jménem Dominic Joseph Fontana (15. března 1931 Shreveport, Louisiana – 13. června 2018 Nashville, Tennessee) byl americký bubeník. V roce 1955 se stal členem doprovodné skupiny zpěváka Elvise Presleyho; v jeho skupině strávil čtrnáct let. V roce 1997 vydal společné album se Scottym Moorem nazvané All the King's Men, na kterém se podíleli například Jeff Beck, Keith Richards nebo Ronnie Wood. V roce 2009 byl uveden do Rock and Roll Hall of Fame.